# 2666 (roman)
„2666” je poslednji roman čileanskog književnika Roberta Bolanja. Оbjavljen је posthumno 2003. u izdanju izdavačke kuće Anagrama iz Barselone.
Centralna tema romana su ubistva žena devedesetih godina XX veka u gradu Santa Teresa u Meksiku na granici sa Sjedinjenim Američkim Državama. Santa Teresa je fiktivni grad inspirisan Sijudadom Huarezom i epidemijom feminicida koja se u njemu dogodila.  Pored toga, u romanu su opisani Istočni front za vreme Drugog svetskog rata, akademski svet u Evropi, mentalne bolesti, žurnalistika i raspad veza i karijera zbog sveopšteg beznađa i gubitka vere u građansko društvo. Roman „2666” istražuje degenerisani dvadeseti vek nizom likova, lokacija, vremenskih perioda i priča unutar priča.

## Nastanak romana
Dok je Roberto Bolanjo pisao roman, bio je bolestan i čekao je na transplantaciju jetre. Bolanjo nikad nije posetio Sijudad Huarez, ali je dobijao informacije od svog prijatelja i novinara Serhija Gonsalesa Rodrigesa (Sergio González Rodríguez) o situaciji o feminicidu (masovno ubistvo žena). Rodriges je objavio hroniku „Kosti u pustinji” o nestancima i ubistvima žena u tom gradu i imao je obimnu korespondenciju sa Bolanjom.

## Značenje naslova
Broj 2666 se ne pojavljuje u romanu „2666”. U Bolanjovom romanu „Divlji detektivi” pominje se godina dvehiljadešesto i neka, dok se u romanu „Amajlija” pominje pri opisu meksičke ceste da je ona nalik: groblju iz godine 2666, jednom groblju zaboravljenom pod mrtvim ili nerođenim očnim kapkom, izlučevinama ugašenih strasti nekog oka koje je, zato što je htelo da zaboravi nešto, na kraju zaboravilo sve. 

## Sadržaj romana
Roman je podeljen na pet poglavlja: Deo o kritičarima, Deo o Amalfitanu, Deo o Fejt, Deo o zločinima i Deo o Arčimboldiju.

### Deo o kritičarima
Prvi deo romana se bavi akademskim životima četiri književna kritičara koji su u različitim trenucima tokom osamdesetih godina došli u dodir sa romanima fiktivnog pisca Bena fon Arčimboldija (Benno von Archimboldi) i počeli strastveno da ih čitaju i izučavaju. Opisana je i njegova bibliografija, kao na primer roman Ludika, Bifurcaria bifurcata, trilogija Vrt, Kožna maska i D´Arsonval, pripovetke pod imenom Berlinsko podzemlje itd. Kritičari Pjero Morini (Pierro Morini) iz Torina, Manuel Espinoza (Manuel Espinosa) iz Madrida i Žan-Klod Peletje (Jean-Claude Pelletier) iz Pariza vremenom postaju prijatelji i počinju zajedno da posećuju kongrese germanista po Evropi. Na nekoliko mesta se pominje naziv arčimboldijanci čime se naglašava da unutar uske akademske zajednice kritičari čine jednu malu grupu istomišljenika.
Oni ne dele strast samo prema romanima pruskog pisca Arčimboldija nego i prema samouverenoj i slobodoumnoj kritičarki Elizabet Norton (Elisabeth Norton) iz Londona, koju upoznaju na kongresu u Bremenu 1994. Iako je poslednja među njima počela da čita Arčimboldija, Elizabet ima izuzetno znanje o njegovom delu. Dok su oni već šefovi katedri na svojim Univerzitetima, ona još uvek piše svoj doktorat. Espinoza i Peletje se zaljubljuju preko ušiju u Elizabet, dok Morini, iako i sam pod snažnim utiskom, ostaje suzdržan. Espinoza i Peletje počinju naizmenično da putuju u London i da se viđaju sa Elizabet. Morini je nekoliko puta posećuje dok boravi u Londonu i ona mu priča o Edvinu Džonsu (Edwin Johns), slikaru koji je sebi odsekao desnu ruku i mumificiranu je izložio kao umetničko delo u galeriji nedaleko od mesta gde ona stanuje. Elizabet Norton poklanja Moriniju katalog dela Edvina Džonsa i tim gestom uspeva da ga dirne. Espinoza i Morini posle jednog kongresa u Hamburgu odlaze do izdavačke kuće Bubis da se raspitaju o piscu Arčimboldiju. Upoznaju luckastu i vitalnu stariju damu, gospođu Bubis, suprugu pokojnog gospodina Bubisa, koja sa njima razgovara o Arčimboldiju i koja im saopšava da Arčimboldija nikada nisu videli te da on svoje rukopise šalje poštom sa različitih adresa, jer verovatno želi da ostane anoniman i da oni poštuju njegovu privatnost. Obojica se zahvaljuju i odlaze.
Espinoza i Peletje vode duge telefonske razgovore o Elizabet, kongresima i o Arčimboldiju. Odnos između njih je potpuno otvoren i obojica jedan drugome priznaju da su zaljubljeni u Elizabet Norton. Za to vreme Morini čita u novinama Il Manifesto o ubistvima u Santa Teresi i o hrabroj novinarki koja se neplanirano uputila na sever Meksika da izveštava o slučaju. Ovo je ujedno i prvi put da se ubistva žena pominju u romanu. Međutim, Morini ubrzo nakon čitanja članka zaboravlja na ceo slučaj.
Jednog dana Elizabet pozove Peletjea i Espinozu kod sebe u London da im saopšti da joj je potrebna distanca od obojice. Čuvši ovu vest, Espinoza i Peletje se razočaraju u njenu odluku. Nakon što ubrzo saznaju da je Elizabet u vezi sa izvesnim mlađušnim Pričardom kojeg upoznaju u njenom stanu, svoju frustraciju saopšte Moriniju i on, spreman da svoje kolege sasluša, ostaje bez komentara, zaokupljen svojim poslom. Nakon prvog zajedničkog odlaska u bordel posle kongresa u Berlinu, Peletje i Espinoza počinju da odlaze prostitutkama. Peletje redovno viđa Vanesu i čak joj daje jednu Arčimboldijevu knjigu na čitanje, dok se Espinoza ni ne trudi da im zapamti imena, nego stalno upoznaje nove, dok ne sretne jednu Meksikanku koja mu se najviše dopadne, ali posle više ne uspeva da je sretne.
Na sledećem kongresu, u Tuluzu, kritičari upoznaju meksičkog studenta, Rodolfa Alatorea (Rodolfo Alatorre). Rodolfo ne govori nemački pa se tamo veoma dosađuje. Alatore Moriniju usputno ispriča kako je jedan njegov prijatelj nedavno upoznao Arčimboldija. Kritičari odmah stupaju u kontakt sa tim prijateljem kako bi se raspitali o tom bitnom susretu.
Ektor Enrike Almendro (Héctor Enrique Almendro) zvani Svinja (El Cerdo), kritičarima pripoveda da su ga pozvali jedne večeri da dođe u hotel u Meksiko Sitiju u kome je Arčimboldi bio sa policijom. Obojica su zatim bili u baru i proveli nekoliko sati u razgovoru. Almendro ne objašnjava zašto je Arčimboldi bio sa policijom niti je dobio mnogo značajnih informacija od samog Arčimboldija. Zna samo da je Arčimboldi jako visok, da ima zdravstvenih problema sa svojih osamdesetak godina, jer u torbi nosi mnogo lekova. Ujutro ga je ispratio na let za Ermosiljo i na njegovo pitanje gde ide, Arčimboldi mu je odgovorio: “Idem u Santa Teresu.” Čuvši za Santa Teresu i znajući da je ovo jedinstvena prilika da ga pronađu, Peletje, Espinoza i Norton se odlučuju da otputuju u Meksiko. Jedino Morini ostaje kod kuće u Italiji.
Kritičari nalaze u jednom hotelu u Santa Teresi detalje o samom Arčimboldiju, naime njegovo pravo ime – Hans Rajter (Hans Reiter). Kada kritičarka Norton ubrzo uvidi da zapravo voli Morinija, napušta Meksiko i odlazi kod njega u Italiju. Njeni bivši ljubavnici, Peletje i Espinoza to saznaju u jednom dugom pismu. Nakon što je Norton napustila grad, Espinoza i Peletje ostaju tamo još neke vreme, svesni da pisca verovatno nikad neće uspeti da pronađu.

### Deo o Amalfitanu
Lik čileanskog profesora filozofije, Oskara Amalfitana (Oscar Amalfitano), pojavljuje se i u prvom poglavlju. Iako je Amalfitano prevodilac Arčimboldijeve Bezgranične ruže na španski, sa vrlo malo elana pomaže kritičarima da pisca u Santa Teresi i pronađu.
Na početku poglavlja Amalfitano stanuje sa ćerkom Rosom i priseća se svog života u Barseloni. Njegova supruga Lola ga je ostavila posle Rosinog rođenja. Zatim je putovala sa prijateljicom po Pamploni, Saragosi, Barseloni i detaljno opisivala svoje doživljaje u pismima Amalfitanu. Fascinirana je bila pesnikom koji se u to vreme nalazio u jednoj psihijatrijskoj ustanovi. Lola putuje dalje za Francusku sa nekim drugim čovekom, Larrasabalom, javlja se svom suprugu pet godina posle iz Pariza i saopštava mu da je HIV-pozitivna. Ovo poglavlje obiluje opisima Amalfitanove depresije i rastuće rezigniranosti. Kao što Marsel Dišan (Marcel Duchamp) u svojim ready-mades poklanja svojoj sestri knjigu koju treba da okači na štrik da je išibaju kiša i vetar, tako i Amalfitano ima knjigu iz geometrije u svom dvorištu koja se ljulja na vetru. Amalfitano viđa mladića Marca Antonija (Marco Antonio), koji je desna ruka rektora Negretea i sin profesora Gere (Guerra). Njihovim sastancima se implicira Amalfitanova homoseksualnost. Amalfitano postaje paranoičan i počinje da čuje glas svog oca, blago homofobnog tenora. Kada pronađu telo još jedne ubijene žene, Amalfitano počinje da se boji za sigurnost svoje ćerke Rose. Ali dok ona odlazi na demonstracije protiv nekažnjivosti za ubistva žena, Amalfitano joj se ne pridružuje. Njegov lik je inertan, letargičan, beznadežan.

### Deo o Fejt
U trećem poglavlju se pripoveda o Kvinsi Vilijamsu (Quincy Williams), zvanom Oskar Fejt (Oscar Fate), tamnoputom novinaru iz Njujorka. Njegova majka nenadano umire i on odlazi na put u Detroit. Tamo mu nude priliku da ide u Meksiko i napravi reportažu o boksmeču Piket (Picket)protiv Fernandesa (Fernandez), iako pretežno piše o vestima iz kulture. U Santa Teresi saznaje od novinarke Gvadalupe Ronkal (Guadalupe Roncal) o ubistvima žena u Sonori. Fejt želi da o tome napiše izveštaj, ali mu urednik ne dozvoljava. Ronkal ga moli da joj se pridruži na intervjuu koji treba da obavi sa glavnim osumnjičenim za dva dana u zatvoru. U jednom baru Fejt upoznaje Ćućo Floresa (Chucho Flores) i Amalfitanovu ćerku Rosu. Pored njih tu je i Rosa Mendes (Rosa Mendez) kao i Čarli Krus (Charlie Cruz), kralj video-filmova. Iste noći odlaze u barove i klubove i završavaju na jednom privatnom ranču. Fejt uviđa da je Rosa u opasnosti i odatle beži sa njom. Rosa mu posle u hotelu priča kako je upoznala te ljude i kako se ranije zaljubila u Floresa. Fejt i Rosa odlaze kod Amalfitana i on ih oboje moli da zajedno napuste Santa Teresu i da Fejt pomogne Rosi da uzme avion za Barselonu. Spakovanog kofera Fejt i Rosa beže kroz stražnji izlaz kuće. Prelaze granicu i stižu u SAD, grad El Adobe, čije je ime aluzija na El Paso. U poslednjoj sceni poglavlja Fejt i Rosa dolaze na intervju u zatvor gde vide novinarku Ronkal. U sali za posetioce im se približava jedan „džin“ i sa njim počinje intervju. Dalja sudbina Rose i Fejta nije poznata i tako se poglavlje prekida.

### Deo o zločinima
Poglavlje Deo o zločinima počinje mestom zločina tj. pronalaska tela prve ubijene žene u januaru 1993. Razne teorije i glasine kruže o ubistvima žena, iako nema osumnjičenih niti uhapšenih. U kratkim opisima se nazire život ubijenih. Slučajevi se brzo arhiviraju, iako nisu rešeni. U maju 1993. dolazi do skrnavljenja nekoliko crkava u gradu. Takozvani Ɖavolji pokajnik uništava svetinje i napada vernike. Policija je zbog ovog slučaja na nogama. Huan de Dios Martines (Juan de Dios Martínez) je inspektor kome je dodeljen slučaj skrnavljenja. On se obraća za savet Elviri Kampos (Elvira Campos), upraviteljici psihijatrijske klinike. Istovremeno u grad dolazi novinar Serhio Gonsales (Sergio González) da piše o skrnavitelju crkava. Ovaj lik nosi ime pravog novinara Serhija Gonsalesa koji je istraživao i godinama pisao o ubistvima žena u Sijudad Huaresu (Ciudad Juárez). Olegario Kura Eksposito (Olegario Cura Expósito), zvani Lalo Cura jedna je od figura iz Bolanjovih ranijih pripovetki, koja se ovde pojavljuje. Lalo Kura, na španskom ludilo (la locura) počinje da radi za šefa policije Pedra Negretea. Pedro je brat blizanac rektora Univerziteta u Santa Teresi Pabla Negretea. Pedro Negrete unajmljuje Lala Curu da radi za dilera droge Pedra Rengifa kao telohranitelj Rengifove supruge. U pucnjavi koja se desi Lalo Cura uspeva ne samo da joj spase život, već i da ubije napadača koji je iz redova policije. Nakon toga preuzima ga šef policije Pedro Negrete i daje mu mesto policajca u Policiji.
Dok se ređaju ubistva žena, glavna radnja se razvija u nekoliko pripovednih niti: Huan de Dios počinje vezu sa Elvirom Kampos. Vidovita Florita Almada upozorava u svojoj televizijskoj emisiji na ubistva žena u Santa Teresi. Glavni osumnjičeni za ubistva, Klaus Has (Klaus Haas), sedi u zatvoru, dok žene i dalje nestaju. Šerif iz Hantsvila (Huntsville) u Arizoni, Hari Maganja, dolazi u grad, da ispita otmicu i ubistvo američke državljanke Lusi An Sander (Lucy Ann Sander). Prativši trag njenih ubica neočekivano biva ubijen. Korespondent iz Buenos Airesa posećuje grad u potrazi za snuff filmovima - industrijom čije je središte navodno grad Santa Teresa. Dileri droge Enrike Ernandes (Enrique Hernández), Pedro Rengife i Estanislao Kampusano (Estanislao Campuzano) bore se za uticaj na meksičko-američkoj granici. Serhio Gonsales dobija poziv od članice vladajuće partije Marije Feliks (María Felix), koja je u potrazi za svojom prijateljicom Keli (Kelly). Keli je organizovala žurke za uticajne ljude uglavnom na rančevima van gradova i putovala je u Santa Teresu dok jednog dana i ona nije nestala. Nakon konferencije za štampu Klausa Hasa, novinarka Meri Su (Mary Sue) uzaludno pokušava da pronađe braću Uribe, bogataše iz Santa Terese, za koje Has tvrdi da stoje iza zločina. Na kraju ovog poglavlja skoro svi slučajevi ostaju nerešeni pa i slučajevi porodičnog nasilja u kojima se ubica, uglavnom partner ubijene, daje u bekstvo.

### Deo o Arčimboldiju
Poslednje poglavlje zaokružuje ceo roman, jer se u njemu otkriva tajna Arčomboldijevog životopisa i njegova povezanost sa gradom Santa Teresa i ubistvima žena. Njegov otac je ostao bez jedne noge, a majka bez oka, a venčali su se po završetku Prvog svetskog rata. Arčimboldi se rodio 1920. a njegova sestra Lote (Lotte) deset godina kasnije.
Sa trinaest godina Hans napušta školu i počinje da radi sa majkom u kući pruskog barona, koja se nalazi usred šume na jednom jezeru. Kada se 1936. kuća proda, Hans odlazi u Berlin, jer se tamo nalazi nećak barona Hugo Halder. Kada im umre cimer, Hans preuzima njegovo mesto u fabrici municije. Na početku Drugog svetskog rata Hans se nalazi u pešadiji, 30 kilometara od poljske granice. Hans postaje pomoćni mitraljezac i dospeva sa svojom divizijom u rumunske Karpate. U nekom zamku se vojska stacionira i tamo sreću oficire, pisce kao i baronicu u kojoj Hans prepoznaje ćerku barona u čijoj kući je njegova majka služila. Kada ga otpuste iz vojske, Hans upoznaje Ingeborg Bauer i zaljubljuje se u nju. Za vreme napada na Sovjetski Savez njegova divizija prelazi reke Prut i Dnjepar i dolazi do oboda Odese. Triputa je Hansu spasen život i pri poslednjoj povredi dobija orden za hrabrost. Premeštaju ga na obalu Dnjepra gde u jednoj kući pronalazi memoare Borisa Anskog i počinje da ih čita. Anski pripoveda i o slikaru manirizma, Ɖuzepeu Arčimboldu (Giuseppe Arcimboldo) i to je ime koje se Hansu svidelo. Razmišljajući o svom životu i dostignućima, Hans Rajter se odlučuje da dezertira. Predaje se Amerikancima i dospeva u logor za ratne zarobljenike u kome mu se jedan zatvorenik poveri da je odobrio masovna streljanja Jevreja u jednom poljskom selu. Hans ga potajno udavi na spavanju i napusti logor sledećeg jutra. Vraća se kući i nalazi Ingeborg Bauer bolesnu. Hans sa njom provodi njene poslednje mesece i piše svoj prvi roman, Ludike (Lüdicke) pod pseudonimom Beno fon Arčimboldi (Benno von Archimboldi). Roman se pojavljuje u izdanju kuće Bubis iz Hamburga i tako Hans tj. Arčimboldi upoznaje gospođu Anu Bubis (Anne Bubis) koja je zapravo baronica koju je sreo u ratu u Rumuniji. Nakon smrti Ingeborg Bauer, on odlazi u Grčku, Italiju i ostaje u kontaktu sa gospođom Bubis pomoću rukopisa koje joj iz različitih krajeva sveta šalje.
Na kraju petog poglavlja pripoveda se zatim priča Hansove sestre Lote Rajter. Lote se udala i rodila sina Klausa Hasa. Klaus je otišao u Ameriku da tamo okuša sreću. Njegov otac umire. Jednog dana 1995. Lote dobija telegram da je njen sin Klaus u zatvoru u Meksiku. Lote putuje za Santa Teresu, unajmljuje advokata i uzaludno pokušava da pronađe svog brata da ga obavesti o svemu.
Jednog dana na aerodromu Lote kupuje knjigu Kralj šume Bena fon Arčimboldija i prilikom čitanja u avionu shvata da je priču o kući jednog barona u šumi pored jezera mogao da napiše jedino njen brat. Lote stupa u vezu sa izdavačkom kućom "Bubis" nakon čega joj se Arčimboldi javlja. Lote pripoveda Arčimboldiju sve o svom sinu, Klausu, Arčimboldijevom sestriću, i o ubistvima u Sonori za koje je optužen 1995. Roman se završava Arčimboldijevim odlaskom u Meksiko. Time postaje jasno zašto je Arčimboldi na početku romana u Santa Teresi, naime zbog odbrane svog sestrića koji je u zatvoru u Sonori zbog ubistava žena.